# Calycadenia
Calycadenia DC. è un genere di piante della famiglia delle Asteracee, diffuso negli Stati Uniti occidentali e nel Messico.

## Tassonomia
La classificazione tradizionale colloca il genere Calycadenia nella sottotribù Madiinae della tribù Heliantheae.

Recenti studi filogenetici considerano le Madiinae come il principale raggruppamento delle Madieae, elevate al rango di tribù a sé stante.
Il genere Calycadenia comprende 10 specie:
- Calycadenia fremontii A.Gray
- Calycadenia hooveri G.D.Carr
- Calycadenia micrantha R.L.Carr & G.D.Carr
- Calycadenia mollis A.Gray
- Calycadenia multiglandulosa DC.
- Calycadenia oppositifolia (Greene) Greene
- Calycadenia pauciflora A.Gray
- Calycadenia spicata (Greene) Greene
- Calycadenia truncata DC.
- Calycadenia villosa DC.